# كريس رولفي
كريس رولفي (بالإنجليزية: Chris Rolfe)‏ (17 يناير 1983 بكاترنغ في الولايات المتحدة - ) هو لاعب كرة قدم أمريكي في مركز الهجوم. شارك مع منتخب الولايات المتحدة لكرة القدم. أما مع النوادي، فقد لعب مع دي.سي. يونايتد وشيكاغو فاير ونادي أوبه والبورك بولدسبيلكلوب ‏ وChicago Fire U-23 ‏.

## وصلات خارجية
- كريس رولفي على موقع الاتحاد الدولي (مؤرشف)  (الإنجليزية)
- كريس رولفي على موقع الدوري الأمريكي (الإنجليزية)
- كريس رولفي على موقع إي إس بي إن إف سي (الإنجليزية)
- كريس رولفي على موقع قاعدة بيانات كرة القدم.إي يو (الإنجليزية)
- كريس رولفي على موقع ناشيونال فوتبول تيمز (الإنجليزية)
- كريس رولفي على موقع Soccerbase.com (لاعب) (الإنجليزية)
- كريس رولفي على موقع Soccerway.com (الإنجليزية)
- كريس رولفي على موقع عالم كرة القدم.نت (الإنجليزية)
- كريس رولفي على موقع AS.com (الإسبانية)